# Šosteny
Šosteny (německy Schosten) jsou historická osada, součást královéhradecké čtvrti Pražské Předměstí. Nachází se nedaleko Farářství, druhé významné části Pražského Předměstí.

## Historie
Obec byla obývána již v prehistorických dobách, o čemž svědčí řada archeologických nálezů. Původně zde stál stejnojmenný dvůr, který patřil králi. Později bylo osídleno i jeho okolí a zakrátko se toto osídlení začalo dělit na Přední Šosteny (domy, které patřily rodině Česáků, při aleji, dnes „V Lipkách“) a Zadní Šosteny (domy směrem k lesu „Borovinka“ a mlýnu „Temešvár“).
Dvůr a původní osídlení zmizelo během husitských válek. Zanikl i blízký ženský klášter sv. Jiří (dnešní takzvané Klášteřiště). V průběhu let došlo k několika katastrofám, z nichž nejvýznamnější byla povodeň z 24. června 1591. Mimořádně obtížné období pro obec bylo období třicetileté války. Od 17. června 1639 zde byla umístěna švédská vojska, která rovněž na devět měsíců obsadila Hradec Králové. Docházelo k pleněním a častým znásilňováním. V roce 1645 se pokoušeli město znovu dobýt. Během této války byla oblast těžce poškozena a vylidněna. Ale to nejhorší mělo teprve přijít – válka s Pruskem (1756–1763) a výstavba pevnosti Hradec Králové (1766–1772 a 1776–1789), která přinesla celému okolí jen demolice domů a kácení. Brzy poté bylo vytvořeno předměstí Kukleny, které pohltilo celé Pražské Předměstí.
V roce 1778 došlo k raabizaci, reformě, která znamenala přeměnu panské roboty na odvádění peněz. Majetek šostenského dvora byl v roce 1783 rozdělen mezi obyvatele Kuklen ve formě dědičného nájmu. V roce 1781 vydal Josef II. edikt o zrušení osobního poddanství rolníků. Dále bylo připraveno podrobné sčítání lidu a podrobný katastr se seznamem všech rolnických zátěží. V té době měly Šosteny 10 domů. V blízkosti šostenského dvora byly pastviny, městská fortifikace, dvůr královéhradeckého poštmistra Rösslera (dříve zvaný Uhlířovský) a směrem na Farářství pole.
V roce 1840 se Šosteny staly součástí kuklenského katastru. Tehdy došlo k mnoha konfliktům a právním sporům, protože obyvatelé Farářství a Šosten neměli rádi obyvatele Kuklen a osobní animozity přetrvávaly. Spory se týkaly pastvin a školy.
27. května 1846 zasáhla celé Pražské Předměstí velká povodeň. O tři roky později vláda oznámila samostatnost Pražského Předměstí. K vyhlášení samostatné obce došlo 15. ledna 1850, ale jeho obyvatelé se nakonec rozhodli připojit ke Kuklenám. Teprve v roce 1889 došlo k oddělení Pražského Předměstí od Kuklen. Šosteny se staly jeho osadou a po sloučení Pražského Předměstí s Hradcem Králové v roce 1942 částí tohoto města. V roce 1869 zde žilo ještě 86 a v roce 1910 už jen 61 obyvatel. Po roce 1950 už nejsou v úředních dokumentech uváděny a dnes tento název používají pouze starší obyvatelé.

## Památky
- Budova školy z let 1897–1898 (1906 postaveno druhé patro a nad vchodem pískovcová plastika hlavy J. A. Komenského, dnes umělecká ZŠ Boni pueri)
- Budova bývalé restaurace „Chicago“ z roku 1898 (přístavba je z roku 1902)
- Socha mistra Jana Husa v Sukových sadech (postavena 8. 11. 1914, autor František Fabiánek, 6. 7. 2003 odhalen pamětní kámen s vytesaným kalichem a rokem smrti Jana Husa)
- Rodinný dům Karla a Jaroslavy Cee (Seydlerova ulice 125, architekt Karel Horák, 1935)
- Deska připomínající vznik dělnického hnutí na Pražském Předměstí
- Dům „U Švagerků“ (od roku 1902 sídlo dělnického hnutí a později, od roku 1921, komunistické strany, přístavba z pozdních 20. let)
- Park Sukovy sady z roku 1913 (dříve Fialovy sady, pojmenované po bývalém starostovi Pražského Předměstí V. F. Fialovi)
- Památník spisovatele Aloise Jiráska před ZŠ Jiráskovo náměstí